# Apisa subargentea
Apisa subargentea är en fjärilsart som beskrevs av James John Joicey och Talbot 1921. Apisa subargentea ingår i släktet Apisa och familjen björnspinnare. Inga underarter finns listade i Catalogue of Life.